# Cowen (Virgínia Ocidental)
Cowen é uma cidade  localizada no estado norte-americano de Virgínia Ocidental, no Condado de Webster.

## Demografia
Segundo o censo norte-americano de 2000, a sua população era de 513 habitantes.
Em 2006, foi estimada uma população de 501, um decréscimo de 12 (-2.3%).

## Geografia
De acordo com o United States Census Bureau tem uma área de
1,6 km², dos quais 1,6 km² cobertos por terra e 0,0 km² cobertos por água. Cowen localiza-se a aproximadamente 680 m acima do nível do mar.

## Localidades na vizinhança
O diagrama seguinte representa as localidades num raio de 32 km ao redor de Cowen.